# Прескілл (Луїзіана)
Прескілл (англ. Presquille) — переписна місцевість (CDP) в США, в окрузі Террбонн штату Луїзіана. Населення — 1703 особи (2020).

## Географія
Прескілл розташований за координатами 29°33′31″ пн. ш. 90°38′19″ зх. д. / 29.55861° пн. ш. 90.63861° зх. д. (29.558645, -90.638600).  За даними Бюро перепису населення США в 2010 році переписна місцевість мала площу 2,03 км², уся площа — суходіл.

## Демографія
Згідно з переписом 2010 року, у переписній місцевості мешкало 1807 осіб у 591 домогосподарстві у складі 529 родин. Густота населення становила 889 осіб/км².  Було 600 помешкань (295/км²).
Расовий склад населення:
| - 93,7 % — білих - 2,3 % — чорних або афроамериканців - 2,2 % — корінних американців - 0,5 % — азіатів |

До двох чи більше рас належало 0,7 %. Частка іспаномовних становила 1,2 % від усіх жителів.
За віковим діапазоном населення розподілялося таким чином: 25,3 % — особи молодші 18 років, 63,5 % — особи у віці 18—64 років, 11,2 % — особи у віці 65 років та старші. Медіана віку мешканця становила 39,5 року. На 100 осіб жіночої статі у переписній місцевості припадало 105,8 чоловіків;  на 100 жінок у віці від 18 років та старших — 100,6 чоловіків також старших 18 років.
Середній дохід на одне домашнє господарство  становив 121 839 доларів США (медіана — 103 617), а середній дохід на одну сім'ю — 128 215 доларів (медіана — 104 601). За межею бідності перебувало 6,8 % осіб, у тому числі 6,2 % дітей у віці до 18 років та 21,1 % осіб у віці 65 років та старших.
Цивільне працевлаштоване населення становило 858 осіб. Основні галузі зайнятості: освіта, охорона здоров'я та соціальна допомога — 19,5 %, виробництво — 16,2 %, роздрібна торгівля — 15,2 %.